# 9. Oscar-gála
Az 9. Oscar-gálát, melyen a Filmakadémia díjait osztották ki, 1937. március 4-én tartották. Három órával a díjkiosztó előtt még számolták a jelöltekre leadott szavazatokat, a lapzárta miatt az újságírókat előbb tájékoztatták a nyertesekről mint a vacsoravendégeket.[forrás?] Carole Lombardnak a mosdóban az újságírók elpletykálták a rossz hírt, hogy veszített.[forrás?] A legjobb női főszereplő Louise Rainer, A nagy Ziegfeld sztárja lett, egyedül ő nem volt a női jelöltek közül jelen, az utolsó pillanatban hívatta be a M.G.M. stúdió.
Az újságírói pletyka miatt vezették be a következő díjkiosztótól kezdve, hogy a lezárt borítékokban lévő neveket csak az ünnepségen olvassák fel.[forrás?] Első alkalommal díjazták a legjobb férfi és női mellékszereplőket.

## Kategóriák és jelöltek
Nyertesek félkövérrel jelölve

### Legjobb film
- A nagy Ziegfeld (The Great Ziegfeld) – Metro-Goldwyn-Mayer – Hunt Stromberg
  - Anthony Adverse – Warner Bros. – Henry Blanke
  - Az élnivágyó asszony (Dodsworth) – Goldwyn, United Artists – Samuel Goldwyn, Merritt Hulbert
  - Bulvár románc/Harcias hölgyek[1] (Libeled Lady) – Metro-Goldwyn-Mayer – Lawrence Weingarten
  - Rómeó és Júlia (Romeo and Juliet) – Metro-Goldwyn-Mayer – Irving Thalberg
  - San Francisco – Metro-Goldwyn-Mayer – John Emerson és Bernard H. Hyman
  - Louis Pasteur története (The Story of Louis Pasteur) – Warner Bros. – Henry Blanke
  - Két város meséje (A Tale of Two Cities) – Metro-Goldwyn-Mayer – David O. Selznick producer
  - Három kis ördög[2] (Three Smart Girls) – Universal – Joe Pasternak, Charles R. Rogers
  - Váratlan örökség (Mr. Deeds Goes to Town) – Columbia – Frank Capra

### Legjobb színész
- Paul Muni – Louis Pasteur története (The Story of Louis Pasteur)
  - Gary Cooper      – Váratlan örökség (Mr. Deeds Goes to Town)
  - Walter Huston    – Az élnivágyó asszony (Dodsworth)
  - William Powell   – Godfrey, a lakáj (My Man Godfrey)
  - Spencer Tracy    – San Francisco

### Legjobb színésznő
- Luise Rainer – A nagy Ziegfeld (The Great Ziegfeld)
  - Irene Dunne – Ártatlan Theodora (Theodora Goes Wild)[3]
  - Gladys George – Valiant Is the Word for Carrie
  - Carole Lombard – Godfrey, a lakáj (My Man Godfrey)
  - Norma Shearer – Rómeó és Júlia (Romeo and Juliet)

### Legjobb férfi mellékszereplő
- Walter Brennan – Come and Get It
  - Mischa Auer – Godfrey, a lakáj (My Man Godfrey)
  - Stuart Erwin – Pigskin Parade
  - Basil Rathbone – Rómeó és Júlia (Romeo and Juliet)
  - Akim Tamiroff – Kínai arany[4] (The General Died at Dawn)

### Legjobb női mellékszereplő
- Gale Sondergaard – Anthony Adverse
  - Beulah Bondi – A kegyencnő (The Gorgeous Hussy)
  - Alice Brady – Godfrey, a lakáj (My Man Godfrey)
  - Bonita Granville – Ártatlanok[5] (These Three)
  - Maria Ouspenskaya – Az élnivágyó asszony (Dodsworth)

### Legjobb eredeti történet
- Louis Pasteur története (The Story of Louis Pasteur) – Pierre Collings és Sheridan Gibney
  - Téboly (Fury) – Norman Krasna
  - A nagy Ziegfeld (The Great Ziegfeld) – William Anthony McGuire
  - San Francisco – Robert Hopkins
  - Három kis ördög (Three Smart Girls) – Adele Comandini

### Legjobb adaptált forgatókönyv
- Louis Pasteur története (The Story of Louis Pasteur) – Pierre Collings és Sheridan Gibney
  - A cingár férfi nyomában/N.N. És Társa[6] (After the Thin Man) – Frances Goodrichés Albert Hackett
  - Az élnivágyó asszony (Dodsworth) – Sidney Howard
  - Váratlan örökség (Mr. Deeds Goes to Town) – Robert Riskin
  - Godfrey, a lakáj (My Man Godfrey) – Eric Hatch és Morris Ryskind

### Legjobb rendező
- Frank Capra – Váratlan örökség (Mr. Deeds Goes to Town)
  - Gregory La Cava – Godfrey, a lakáj (My Man Godfrey)
  - Robert Z. Leonard – A nagy Ziegfeld (The Great Ziegfeld)
  - W. S. Van Dyke – San Francisco
  - William Wyler – Az élnivágyó asszony (Dodsworth)

### Legjobb egytekercses rövidfilm
- Bored of Education – Hal Roach és MGM
  - Moscow Moods – Paramount
  - Wanted – A Master – Pete Smith és MGM

### Legjobb kéttekercses rövidfilm
- The Public Pays – MGM
  - Double or Nothing – Warner Bros.
  - Dummy Ache – RKO Radio

### Legjobb színes rövidfilm
- Give Me Liberty – Warner Bros.
  - La Fiesta de Santa Barbara – Lewis Lewyn és MGM
  - Popular Science J-6-2 – Paramount

### Legjobb animációs rövidfilm
- The Country Cousin – Walt Disney Productions és United Artists
  - Old Mill Pond – Harman-Ising és MGM
  - Sinbad the Sailor – Paramount

### Legjobb eredeti filmzene
- Anthony Adverse – Warner Bros. Studio Music Department
  - A könnyűlovasság/Balaklava[7] (The Charge of the Light Brigade) – Warner Bros. Studio Music Department
  - Allah kertje (The Garden of Allah) – Selznick International Pictures Music Department
  - Kínai arany (The General Died at Dawn) – Paramount Studio Music Department
  - Winterset – RKO Radio Studio Music Department

### Legjobb eredeti dal
- The Way You Look Tonight - Egymásnak születtünk (Swing Time) – Zene: Jerome Kern; dalszöveg: Dorothy Fields
  - Did I Remember - Suzy – Zene: Walter Donaldson; Vers: Harold Adamson
  - I've Got You Under My Skin, Born to Dance – Zene és dalszöveg: Cole Porter
  - A Melody From the Sky - Trail of the Lonesome Pine – Zene: Louis Alter; dalszöveg: Sidney Mitchell
  - Pennies from Heaven - Filléreső (Pennies from Heaven) – Zene: Arthur Johnston; dalszöveg: Johnny Burke
  - When Did You Leave Heaven - Sing, Baby Sing – Zene: Richard A. Whiting; dalszöveg: Walter Bullock

### Legjobb látványtervezés
- Az élnivágyó asszony (Dodsworth) – Richard Day
  - Anthony Adverse –  Anton Grot
  - A nagy Ziegfeld (The Great Ziegfeld) – Cedric Gibbons, Eddie Imazu és Edwin B. Willis
  - Lloyds of London – William S. Darling
  - The Magnificent Brute – Albert S. D'Agostino és Jack Otterson
  - Rómeó és Júlia (Romeo and Juliet) – Cedric Gibbons, Frederic Hope és Edwin B. Willis
  - Winterset – Perry Ferguson

### Legjobb operatőr
- Anthony Adverse – Tony Gaudio
  - Kínai arany (The General Died at Dawn) – Victor Milner
  - A kegyencnő (The Gorgeous Hussy) – George Folsey

### Legjobb hangkeverés
- San Francisco – MGM Studio Sound Department
  - Banjo on My Knee – Fox Studio Sound Department
  - A könnyűlovasság/Balaklava (The Charge of the Light Brigade) – Warner Bros. Studio Sound Department
  - Az élnivágyó asszony (Dodsworth) – United Artists Studio Sound Department
  - General Spanky – Hal Roach Studio Sound Department
  - Váratlan örökség (Mr. Deeds Goes to Town) – Columbia Studio Sound Department
  - A fekete légió[8] (The Texas Rangers) – Paramount Studio Sound Department
  - New York-i házasság (That Girl From Paris) – RKO Radio Studio Sound Department
  - Három kis ördög (Three Smart Girls) – Universal Studio Sound Department

### Legjobb vágás
- Anthony Adverse – Ralph Dawson
  - Come and Get It – Edward Curtiss
  - A nagy Ziegfeld (The Great Ziegfeld) – William S. Gray
  - Lloyds of London – Barbara McLean
  - Két város meséje (A Tale of Two Cities) – Conrad A. Nervig
  - Ártatlan Theodora (Theodora Goes Wild) – Otto Meyer

### Legjobb segédrendező
- A könnyűlovasság/Balaklava (The Charge of the Light Brigade) – Jack Sullivan
  - Anthony Adverse – William Cannon
  - Allah kertje (The Garden of Allah) – Eric G. Stacey
  - Az utolsó mohikán[9] (The Last of the Mohicans) – Clem Beauchamp
  - San Francisco – Joseph M. Newman

### Legjobb koreográfus
- A nagy Ziegfeld (The Great Ziegfeld) – Seymour Felix
  - Born to Dance – Dave Gould
  - Cain and Mabel – Bobby Connolly
  - Dancing Pirate – Russell Lewis
  - Gold Diggers of 1937 – Busby Berkeley
  - One in a Million – Jack Haskell
  - Egymásnak születtünk (Swing Time) – Hermes Pan

### Különdíj
- W. Howard Greene és Harold Rosson az Allah kertje című filmen végzett színesfilm-munkájukért
- The March of Time, a filmhíradó műfajának forradalmasításáért

## Statisztika

### Egynél több jelöléssel bíró filmek
- 7 jelölés: Anthony Adverse, Az élnivágyó asszony (Dodsworth), A nagy Ziegfeld (The Great Ziegfeld)
- 6 jelölés: Godfrey, a lakáj (My Man Godfrey), San Francisco
- 5 jelölés: Váratlan örökség (Mr. Deeds Go to Town)
- 4 jelölés: Rómeó és Júlia (Romeo and Juliet), Louis Pasteur története (The Story of Louis Pasteur)
- 3 jelölés: A könnyűlovasság (The Charge of the Light Brigade), Kínai arany (The General Died at Dawn), Három kis ördög (Three Smart Girls)
- 2 jelölés: Born to Dance, Come and Get it, Allah kertje (Garden of Allah), A kegyencnő (The Gorgeous Hussy), Lloyds of London, Egymásnak születtünk (Swing Time), Két város története (A Tale of Two Cities), Ártatlan Theodora (Theodora Goes Wild), Winterset

### Egynél több díjjal bíró filmek
- 4 díj: Anthony Adverse
- 2 díj: A nagy Ziegfeld (The Great Ziegfeld), Louis Pasteur története (The Story of Louis Pasteur)